# Museo Holmenkollbakken

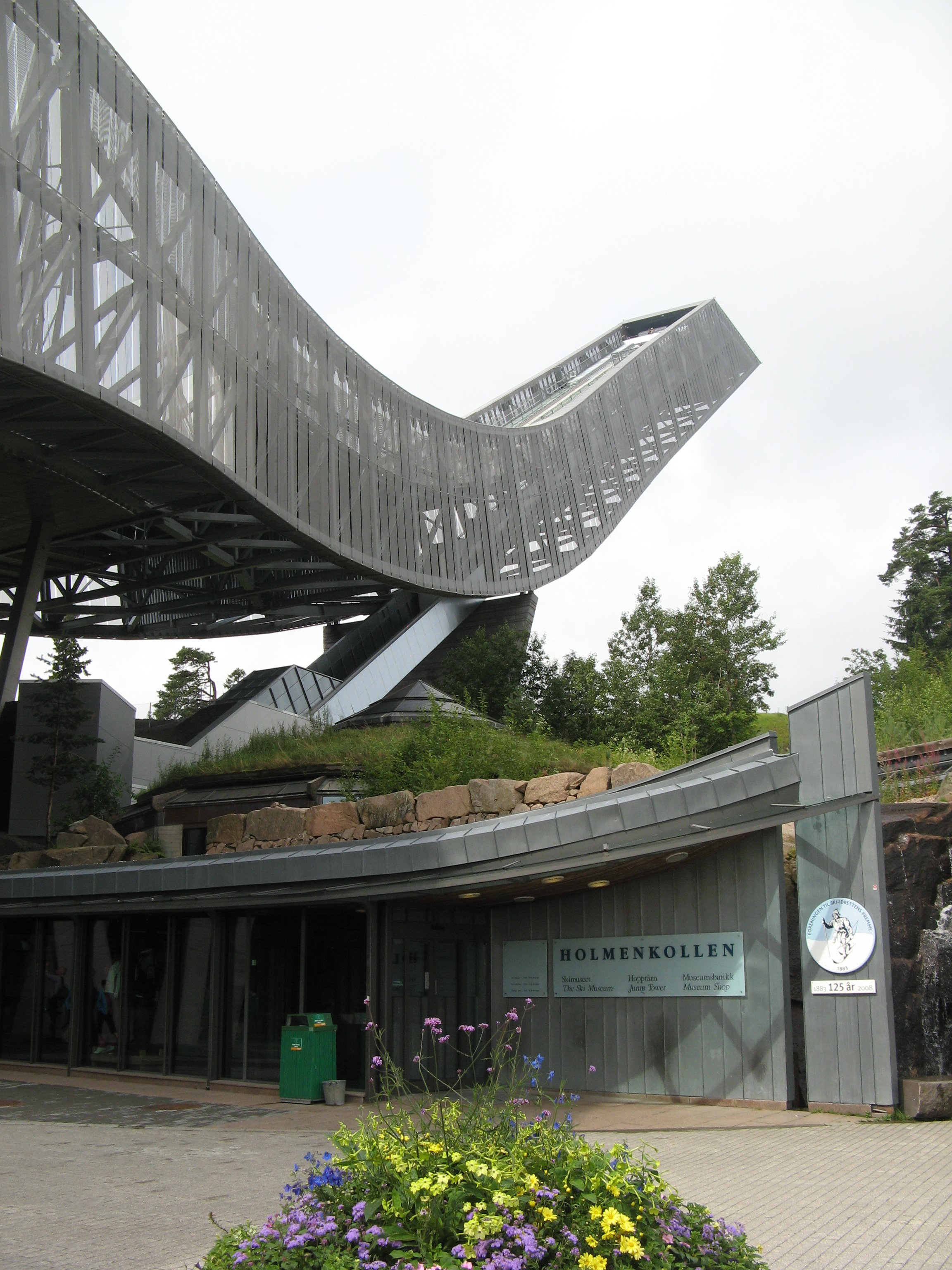

El Museo Holmenkollbakken está localizado en la ciudad de Oslo, Noruega y cuenta con la plataforma de salto de esquí más grande del mundo. Recibe este nombre por la montaña Hollmenkollen sobre la cual se sitúa. Ha sido sede de las Juegos Olímpicos de Invierno de 1952 y los campeonatos mundiales de esquí FSI Nordic en 1930, 1966, 1982 y 2011. Entre el 2008 y 2011 fue demolido y reconstruido. Actualmente esta plataforma está rodeada por un estadio con capacidad para 30 000 espectadores y cuenta con una rampa de 225 metros y 135 metros de altura. Esta reconstrucción se debió al Campeonato Mundial de Esquí Nórdico de 2011.
El museo alberga exposiciones sobre la historia nacional e internacional de este deporte cuenta con la colección de esquís más grande del mundo. El museo cuenta con un recorrido que abarca nada menos que 4 mil años de historia de este deporte y un poco de la región donde se sitúa. También cuenta con  elementos utilizados hace más de un siglo en las expediciones polares de Nansen y Admusen, imágenes de la familia real esquiando y otras exposiciones sobre la historia de los juegos olímpicos de invierno. En la parte superior cuenta con un simulador de salto para experimentar un poco la adrenalina.